# Agence de la consommation (Japon)
L'Agence de la consommation (en japonais : 消費者庁 (shouhishachō)) est une agence administrative du Bureau du Cabinet du Japon chargée de la protection des consommateurs créée le 1er septembre 2009. 

## Histoire
Les différents ministères avaient leurs propres services compétents, mais après un certain nombre de scandales impliquant des intoxications alimentaires et divers types d'accidents causés par des produits de qualité inférieure fabriqués ou importés au Japon, il a été décidé qu'un organisme indépendant était nécessaire pour protéger les intérêts des consommateurs. Les consommateurs ne savaient souvent pas où signaler les problèmes et, s'ils le faisaient, les plaintes étaient souvent transmises d'un endroit à l'autre au sein des bureaucraties. En outre, les politiques administratives antérieures avaient tendance à se concentrer davantage sur les besoins et les intérêts des producteurs et de l'industrie plutôt que sur les consommateurs.
Les plans initiaux de l'agence ont été élaborés en janvier 2008 sous l'administration du Premier ministre du Parti libéral-démocrate Yasuo Fukuda, après un cas très médiatisé d'intoxication alimentaire de raviolis chinois. le 16 avril 2009 sous l'administration de Tarō Asō et avec la coopération du Parti démocrate du Japon, qui formait alors l'opposition.
Il était initialement prévu d'ouvrir en octobre 2009 ou plus tard, mais avant les élections de 2009, le Premier ministre Aso a avancé l'ouverture au 1er septembre 2009, deux jours après les élections. En conséquence, l'agence n'était pas bien préparée et face à de nombreux défis initiaux. Shunichi Uchida, un ancien vice-ministre du bureau du Cabinet, fut nommé le premier chef de l'agence.